# Helwanspitz
Il Helwanspitz (in tedesco: Helwanspitz) con 2.000 m s.l.m. è una montagna della Catena del Reticone nelle Alpi Retiche occidentali. Si trova nel comune di Triesenberg.